# A Time to Mourn
A Time To Mourn è il quarto album in studio del gruppo doom metal australiano Paramaecium.

## Tracce
1. A Moment – 03:12
2. I'm Not to Blame – 04:44
3. My Thoughts – 04:46
4. Betrayed Again – 05:16
5. Enter in Time – 05:22
6. Live for a Day – 09:09
7. Even the Walls – 05:03
8. Unceasing – 03:11

## Formazione
- Andrew Tompkins - voce, basso
- Mark Orr - batteria
- Ian Arkley - chitarra
- Atilla Kuti - violino
- Tracy Bourne - voce